# Space Science Fiction Magazine
Space Science Fiction Magazine fue una revista de ciencia ficción de los Estados Unidos publicada por Republic Features Syndicate, Inc. como parte de un paquete de programas de radio y revistas relacionadas con el género. Dos números aparecieron, en el año 1957. Ha publicado relatos de conocidos escritores, entre ellos Arthur Clarke y Jack Vance, pero la revista no tuvo éxito, y dejó de publicarse a finales de 1957.

## Historia de la publicación y datos bibliográficos
La ciencia ficción, fue uno de los géneros básicos en la publicación de las revistas del tipo pulp, a partir de 1926 con Amazing Stories. Tuvo un breve auge a finales de 1930 que se vio interrumpido por la Segunda Guerra Mundial, pero que volvió a expandirse en la década de 1940. En 1957, el boom había llegado a su cúspide. Veinticuatro revistas de ciencia ficción fueron publicadas en menos de un año. Una de las más destacadas de este tipo de revistas, Galaxy Science Fiction, tuvo una exitosa asociación con dos programas de radio, Dimensión X y X Minus One. Esto provocó imitadores, y durante 1956, Lyle Kenyon Engel, de la Republic Features Syndicate decide armar un paquete de dos programas de radio y de cuatro revistas. Los espectáculos eran el American Agent (agente americano), un drama de espionaje, y The Frightened, narrado por Boris Karloff. El paquete de la revista incluía: una revista de espionaje y una revista de terror para empatar con los programas de radio, y dos títulos más: la Private Investigator Detective Magazine (Revista Detective Investigador Privado) y la Space Science Fiction Magazine. El primer número de la revista Investigador Privado fue publicada en 1956, pero los problemas con los horarios de radio retrasaron el lanzamiento de las otras revistas, hasta 1957.
La primera edición de Space SF estaba fechada en la primavera de 1957, a pesar de su cabecera indica que sería una publicación bimestral. Fue publicado por Republic Features Syndicate, Inc., de Nueva York, y editado por Michael Avallone, que no fue acreditado en la cabecera. La segunda revista fue fechada en agosto de 1957; ésta resultó ser el último número, ya que a partir de entonces Republic Features Syndicate salió del negocio editorial. La liquidación de la American News Company a principios de año, que era un importante distribuidor, dio lugar a la extinción de muchas revistas, ya que tuvieron que luchar para encontrar nuevos distribuidores, pero no se sabe certeramente si Space SF fue una de las víctimas.
Ambas ediciones son de tamaño reducido, con 132 páginas, y tuvieron un precio de 35 centavos de dólar. Los temas fueron contados como un solo volumen con dos números.